# 韓國離婚熟慮制度
在韩国，离婚熟虑制度（韓語：이혼숙려제도）是指夫妻向法院申請協議離婚意向確認時，必須經過一定的熟慮期後才能確認協議離婚的意向的制度。类似制度除了在韩国，也在美国、德国、俄罗斯、日本和中华人民共和国等國家存在。

## 离婚考虑制度

### 背景介绍
韓國引進离婚考虑制度，目的在於減少所謂的「衝動離婚」現象。 1990年代後半的亞洲金融風暴之後，由於離婚率急劇上升，這逐漸被視為一個嚴重的社會問題。特別是進入21世紀，夫妻在未解決未成年子女的撫養和監護等重要法律問題的情況下草率離婚，忽略了子女的福祉，這已經成為一個實際的社會問題。因此，1999年10月初首播的KBS金曜情景劇「夫婦診所 愛與戰爭(第一季)」在節目策劃階段，就以觀眾的真實故事和法庭上的離婚原因為基礎，參考家庭法院衝突調解委員會的調解案例，以法庭辯論的形式進行。在接受訪問時，KBS娛樂部的朴海善團隊長針對這個節目表示：「雖然作為解決離婚和家庭問題的節目，情景劇的形式可能被視為輕鬆或有趣的內容，但從離婚是任何人都可能面臨的嚴重社會問題這一角度出發，它已經不僅僅是關於別人的事了。」在亞洲金融風暴後，黃昏離婚的現象急劇增加，我們旨在創造一種社會氛圍，勇敢解決離婚和家庭問題，因此確定了一個所有階層都能共鳴的解決方案節目的方向。"
因此，隨著2007年12月21日大韩民国民法第836之2條款的新增，自2008年6月22日起，離婚熟慮制度便正式實施。   

### 细节
想進行協議離婚的夫妻必須在一定的期間（如果涉及未成年子女，等待期為三個月；若無，則為一個月。）過後，才能得到法院對其離婚意向的確認。此外，如果涉及未成年子女的夫妻需提交關於子女撫養和親權的協議。法院在審核過程中若發現協議內容不符合未成年子女的最佳利益，有權要求修改。如果夫妻不遵守修改命令，法院可以拒絕確認協議離婚的意向。
"第836条之2（離婚的程序）"：
1. 欲進行協議離婚者須接受家庭法院就離婚事宜提供的指導。如有需要，法院可建議當事人咨詢擁有專業知識及經驗的顧問。
2. 向家庭法院申請確認離婚意願的當事人需在接受首項指導後，依照下列條件規定的期限，方可獲得離婚意願的確認：
  1. 如果有需要撫養的子女（包括胎兒），則為3個月；
  2. 如果不屬於上述的情況，則為1個月。

3. 若因暴力等原因，一方當事人面臨無法忍受的痛苦，迫切需要離婚時，家庭法院可縮短或免除前述期限。
4. 如有撫養子女，當事人須提交依據第837條的子女撫養協議書及民法第909條第4款的子女親權決定協議書，或提出依據這兩條款的家庭法院審判文件。
5. 家庭法院需製定確認當事人協商的撫養費負擔內容的條例。此條例的效力受「家事訴訟法」第41條規範。——民法

### 限制
離婚冷靜期制度本質上限制了離婚的自由，對於希望進行協議離婚的夫妻，它強制他們在法律上維持一種不穩定或已經破裂的婚姻狀態。民法第836條之2第3款規定：“在一方當事人面臨無法忍受的痛苦時，例如因暴力行為等，有迫切需要離婚的情況時，可以縮短或豁免離婚反思期。”然而，在實務上，這一規定並未被廣泛接受。
此外，如果雙方已經就未成年子女的撫養權、親權以及會面安排達成共識，或者在沒有未成年子女的情況下，夫妻雙方可以選擇透過法院提供的離婚調解制度（即“調解離婚”）來辦理離婚，這樣就不需要經歷離婚的熟慮期。一般來說，富裕階層更傾向於使用此制度以避免離婚熟慮期，因此這一制度的利用程度可能會因經濟狀況而異。 

## 流行文化
- 《30天》，2023年中秋節檔期上映的韓國浪漫喜剧電影，由電影《宅男的偉大願望》及《朝鮮花美男》導演南大中執導，姜河那、庭沼珉主演。